# Torvslaget
La battaglia della Piazza (in norvegese Torvslaget) ha avuto luogo nella piazza principale di Christiania la sera del 17 maggio 1829.

## Contesto
Il motivo della scaramuccia era che il re di Svezia e Norvegia Giovanni Carlo XIV Bernadotte (che in precedenza era stato generale dell'armata napoleonica) non vedeva con favore l'entusiasmo dei norvegesi per la celebrazione della festa nazionale per la Costituzione della Norvegia.
Dato che nel 1814 il suo rivale per la corona norvegese, Christian Frederik, era stato eletto proprio il 17 maggio, Carl Johan percepiva i festeggiamenti norvegesi quasi come un affronto o una scortesia nei suoi confronti, se non una rivendicazione nazionalista ed indipendentista nonché una contestazione rispetto al suo ruolo di re di Norvegia (stabilmente residente nella lontana Stoccolma).
Pertanto, nel 1828 re Giovanni Carlo XIV si recò personalmente nel capoluogo norvegese e proibì qualsiasi manifestazione celebrativa.
L'anno dopo, il regio dipartimento di polizia di Christiania doveva constatare una crescente tensione nella popolazione durante le prime due settimane di maggio. Occorre ricordare che in quel tempo l'organico era composto da non più di dodici uomini, un superiore conestabile, due ufficiali deputati e nove poliziotti regolari: una quantità normalmente sufficiente per una città di queste dimensioni durante l'ordinaria amministrazione, ma inadatta a gestire una manifestazione di piazza.
Durante le settimane precedenti al giorno 17, erano stati distribuiti volantini clandestini contenenti slogan ed inni nazionali norvegesi: il che aveva fatto aumentare la tensione nella fortezza di Akershus, sede della polizia regia.
In quel tempo, la Norvegia aveva due piroscafi, entrambi prodotti d'avanguardia e fonte di orgoglio nazionale. Uno era chiamato il Principe Carlo, l'altro La Costituzione. L'arrivo a Christiania di quest'ultimo era previsto proprio per il 17 alle ore sei del mattino, ed i notabili temevano per quello che avrebbe potuto accadere, per via del nome della nave e temendo che avrebbe attirato molta gente al porto. Nonostante un tentativo di sabotaggio non riuscito, il piroscafo giunse in orario.

## I disordini
A Christiana il 17 maggio 1829 fu una splendida domenica di sole, con cielo luminoso e privo di nuvole. Come era consuetudine, per vedere il piroscafo erano giunti molti cittadini da lontano fino alla banchina del porto, proprio sotto la fortezza di Akerhusi. Fra loro era il ventenne Henrik Wergeland.
Appena giunse il piroscafo, alcuni dei ragazzi più giovani e coraggiosi cominciarono a gridare “Evviva!” ad alta voce, e Wergeland per primo gridò: "Viva la Costituzione!". Dopo di che, la gente ha iniziato a cantare spontaneamente dai volantini distribuiti nei giorni precedenti alcuni degli inni più popolari del tempo. In seguito, i cittadini spontaneamente andarono alla piazza del paese davanti alla chiesa principale, la cattedrale di sant’Olaf, e vi sono rimasti fino a sera. La polizia, con rinforzi civili, con molta pacatezza chiese alle persone di disperdersi e di ritirarsi, ma la gente era curiosa e si rifiutò di andarsene. Ai bordi della piazza si trovavano alcuni cumuli di pietre levigate che avrebbero dovuto essere utilizzate come sanpietrini per la manutenzione delle strade acciottolate. Henrik Wergeland camminava tranquillamente in giro, con indosso la sua uniforme da studente. Un uomo ubriaco, che indossa un cappello con la scritta "Viva il 17 maggio" venne arrestato e portato via dalla polizia per essere interrogato, ma è stato poi rilasciato perché non era in grado di spiegare se stesso.
All'interno del castello, il rappresentante del sovrano, che era allora il viceré svedese von Platen, interrogava il suo comandante, il barone Wedel-Jarlsberg, chiedendosi che cosa fare, per evitare di dover fronteggiare una sommossa. Il sostegno dei civili aveva a questo punto cominciato a cambiare fronte. Il viceré ed il comandante decisero di disperdere l'assembramento di folla riesumando una vecchia norma del 1685, in base alla quale sarebbe stato lecito dichiarare illegale l'assembramento. Dopo che fosse stato letto l'apposito avviso a voce alta da un banditore, tutti avrebbero dovuto ritirarsi nelle proprie case. Pertanto, il viceré mandò un uomo alla piazza, con il preciso incarico di leggere la clausola a voce alta. Ma siccome il banditore prescelto non era uomo di alta statura, è stato completamente ignorato. Tra i pochi che riuscirono ad ascoltarlo c'era Henrik Wergeland. Mentre ancora la gente non dava segni di reazione – anche perché in pochi avevano udito le parole pronunciate - il comandante della polizia ordinò improvvisamente alla cavalleria di caricare le persone in piazza, e un certo numero di persone sono state rovesciate a terra. Subito si è diffuso il panico: si è scatenata la paura insieme alla rabbia. La gente, fino a quel momento tranquilla, corse verso i mucchi di pietra e sulle scalinate. Poco dopo, giunse la fanteria leggera, che colpì la gente con i fucili.
A questo punto, la commozione impietosì le truppe civili di Christiania, che fino ad allora avevano sostenuto la polizia svedese. Alcune persone erano state colpite in maniera grave, e in un caso un avvocato non poté reggersi in piedi per due settimane. Durante la prima carica di cavalleria, Wergeland fu colpito dal lato piatto di una sciabola sguainata: successivamente sostenne che quello rappresentava un oltraggio alla propria uniforme da studente. Infatti Wergeland inviò una lettera di accusa alla polizia in nome della sua uniforme, scritto in modo tale che il dipartimento non ha potuto far altro che sorridere. L'interrogatorio successivo rese Wergeland un eroe ed un beniamino dell'opinione pubblica, e da allora divenne il simbolo della festa nazionale. Durante l'interrogatorio, Wergeland aveva accennato al fatto che il barone comandante della polizia non era stato del tutto sobrio quel giorno.
La citazione è stata omessa dal verbale, ma ricordata da un cugino del Wergeland, che era presente. La sua battuta più famosa di questa scena è memorabile: egli infatti, quando la polizia gli chiese la sua età, rispose mordacemente: "Sono sei anni più vecchio della Costituzione norvegese: spero che i signori presenti ricordino quando tale Costituzione è stata scritta.". Questa battuta, in particolare, ha dato Wergeland l'onore di "aver iniziato l'impresa". Altre persone furono portate nella sede della polizia per un interrogatorio. Hanno dovuto rendere conto delle loro canzoni, dei loro discorsi in occasione dei brindisi, e del testo dei volantini.
Il risultato di questa scaramuccia, più tardi conosciuta come la ‘'Battaglia della piazza'’, fu l'acquisita e diffusa consapevolezza della frustrazione dei norvegesi rispetto all'amministrazione svedese in generale (e del viceré in particolare). Nel paese tutti ne parlavano e molti giornalisti e scrittori contribuirono a diffondere informazioni ed interpretazioni sempre in chiave nazionalista.
I giornali in Norvegia hanno continuato a discutere l'incidente per quasi un anno, e la tensione era così alta dal lato norvegese del regno che da Stoccolma il re Carlo XIV Giovanni Bernadotte fu spinto a consentire ai norvegesi di poter celebrare la loro giornata della Costituzione in pace.

## Curiosità
Il 17 maggio del 1943 i norvegesi poterono festeggiare in un Paese ormai liberato dal nazismo, dato che l'indomita resistenza dei partigiani era riuscita a scacciare i tedeschi entro l'inizio del mese. Per coincidenza, il Museo della resistenza norvegese ha sede proprio nella fortezza di Akerhus, dove aveva sede la polizia il 17 maggio 1829.